# Reinstorf
Reinstorf er en kommune i den sydlige centrale del af Landkreis Lüneburg i den tyske delstat Niedersachsen, og byen er en del af Samtgemeinde Ostheide.

## Geografi
Reinstorf ligger omkring 9 kilometer øst for Lüneburg. I kommunen ligger landsbyerne Wendhausen, Holzen, Horndorf, Sülbeck, Neu Wendhausen og Neu Sülbeck.
Nabokommuner er Barendorf, Vastorf, Thomasburg og Neetze i Samtgemeinde Ostheide samt Samtgemeinde Scharnebeck og Hansestadt Lüneburg.